# Clark megye (Kansas)
Clark megye az Amerikai Egyesült Államokban, azon belül Kansas államban található. Megyeszékhelye és legnagyobb városa Ashland. Lakosainak száma 1991 fő (2020. április 1.). Clark megye Ford, Kiowa, Comanche, Harper, Beaver és Meade megyékkel határos.

## Népesség
A megye népességének változása:
| Lakosok száma | 2199 | 2129 | 2175 | 2193 | 2096 | 1991 |
|               | 2010 | 2011 | 2012 | 2013 | 2015 | 2020 |